# Liua
Genre
Liua est un genre d'urodèles de la famille des Hynobiidae.

## Répartition
Les deux espèces de ce genre sont endémiques de République populaire de Chine.

## Liste d'espèces
Selon Amphibian Species of the World (27 février 2014) :
- Liua shihi (Liu, 1950)
- Liua tsinpaensis (Liu & Hu, 1966)

## Étymologie
Ce genre est nommé en l'honneur de l'herpétologiste chinois Cheng-chao Liu, auteur ou coauteur des deux espèces de ce genre.

## Publication originale
- Zhao & Hu, 1983 : Taxonomy and evolution of Hynobiidae in western China, with description of a new genus. Acta Herpetologica Sinica, New Series, Chengdu, vol. 2, no 2, p. 29-35.